# Aunsby
Aunsby är en by i civil parish Aunsby and Dembleby, i distriktet North Kesteven, i grevskapet Lincolnshire, i England. Byn är belägen 7 km från Sleaford. Aunsby var en civil parish fram till 1931 när blev den en del av Aunsby and Dembleby och Aswarby and Swarby. Civil parish hade 108 invånare år 1921. Byn nämndes i Domedagsboken (Domesday Book) år 1086, och kallades då Ounesbi.